# Louletano DC
El Louletano DC es un equipo de fútbol de Portugal que juega en el Campeonato de Portugal, la cuarta liga de fútbol más importante del país.

## Historia
Fue fundado el 6 de junio de 1923 en la ciudad de Loulé y nunca han jugado en la Primeira Liga, pasando principalmente en las divisiones amateur de Portugal.

## Palmarés
- Liga Regional de Algarve: 1

2022/23